# Gerold Bellmann
Gerold Bellmann (* 16. Juli 1949 in Oelsa bei Rabenau; † 24. Dezember 2021 in Freital) war ein deutscher Fußballspieler. In der zweithöchsten Spielklasse des DDR-Fußballs, der Liga, spielte er für den FSV Lokomotive Dresden und die ASG Vorwärts Löbau.

## Sportliche Laufbahn

### Gemeinschafts- und Clubstationen
Bei der Betriebssportgemeinschaft (BSG) Aufbau in seinem Heimatort Rabenau begann Gerold Baumann seine Fußballerlaufbahn. Sein Talent als Torwart ermöglichte ihm früh den Wechsel zum SC Einheit Dresden, der zu dieser Zeit neben Dynamo Dresden Fußballschwerpunkt war. Mit dem SC Einheit wurde Bellmann 1965 Vizemeister der DDR-Jugendmeisterschaft. 
Zur Saison 1967/68 nahm die FSV Lok Bellmann zum ersten Mal in den Kader der 1. Männermannschaft auf, die in der zweitklassigen DDR-Liga vertreten war. Dort kam Bellmann jedoch nicht am Stammtorwart Werner Friese vorbei, der alle 30 Ligaspiele bestritt. Erst als Friese 1968 zum 1. FC Lokomotive Leipzig wechselte, kam Bellmann zu seinen ersten Einsätzen in der DDR-Liga. Sein Kontrahent im FSV-Tor war nun der 32-jährige Wolfgang Großstück. Bellmann begann zwar die Saison mit acht Einsätzen am Stück, fiel danach aber bei sechs Punktspielen aus, bei denen er von Großstück vertreten wurde (inkl. zweier Einwechselungen). Letztendlich kam Bellmann am Saisonende auf zwölf Ligaspieleinsätze. 1969/70 hatte sich Bellmann mit dem 23 Jahre alten Neuling Rainer Vogt auseinanderzusetzen, behielt aber in den 30 DDR-Liga-Spielen mit 19 Einsätzen die Oberhand. Für die Spielzeit 1970/71 meldete Lok Dresden Bellmann zwar für die DDR-Liga, er wurde dort aber nicht eingesetzt.
Im Mai 1971 wurde Bellmann zum Wehrdienst in der Nationalen Volksarmee eingezogen, erhielt aber die Möglichkeit, bei der Armeesportgemeinschaft ASG Vorwärts Löbau in der DDR-Liga weiter Fußball zu spielen. In der Saison 1971/72 gelang es Bellmann, den bisherigen Torhüter Wolfgang Seewald zu entthronen und kam in den 20 Ligaspielen 16-mal zum Einsatz. Nach seiner Entlassung aus dem Militärdienst schloss sich Bellmann dem drittklassigen Bezirksligisten Stahl Freital an, wo er noch bis 1979 aktiv war.

### Auswahleinsätze
In Vorbereitung auf das UEFA-Juniorenturnier 1966 wurde Bellmann in den erweiterten Auswahlkader berufen, wurde aber schon in den vorbereitenden Länderspielen nicht aufgeboten. Beim UEFA-Turnier 1967 in der Türkei gehörte Bellmann zwar als zweiter Torwart hinter den Rostocker Dieter Schneider zum DDR-Aufgebot, blieb jedoch auf der Bank.

## Weiterer Werdegang
Nach einiger Zeit als Freizeitfußballer wurde Bellmann später noch als Torwarttrainer beim FV Blau-Weiß Stahl Freital und später dann beim Nachfolger SC Freital e.V. tätig. Ende 2021 verstarb er im Alter von 72 Jahren.